# José María Ortiz de Mendíbil

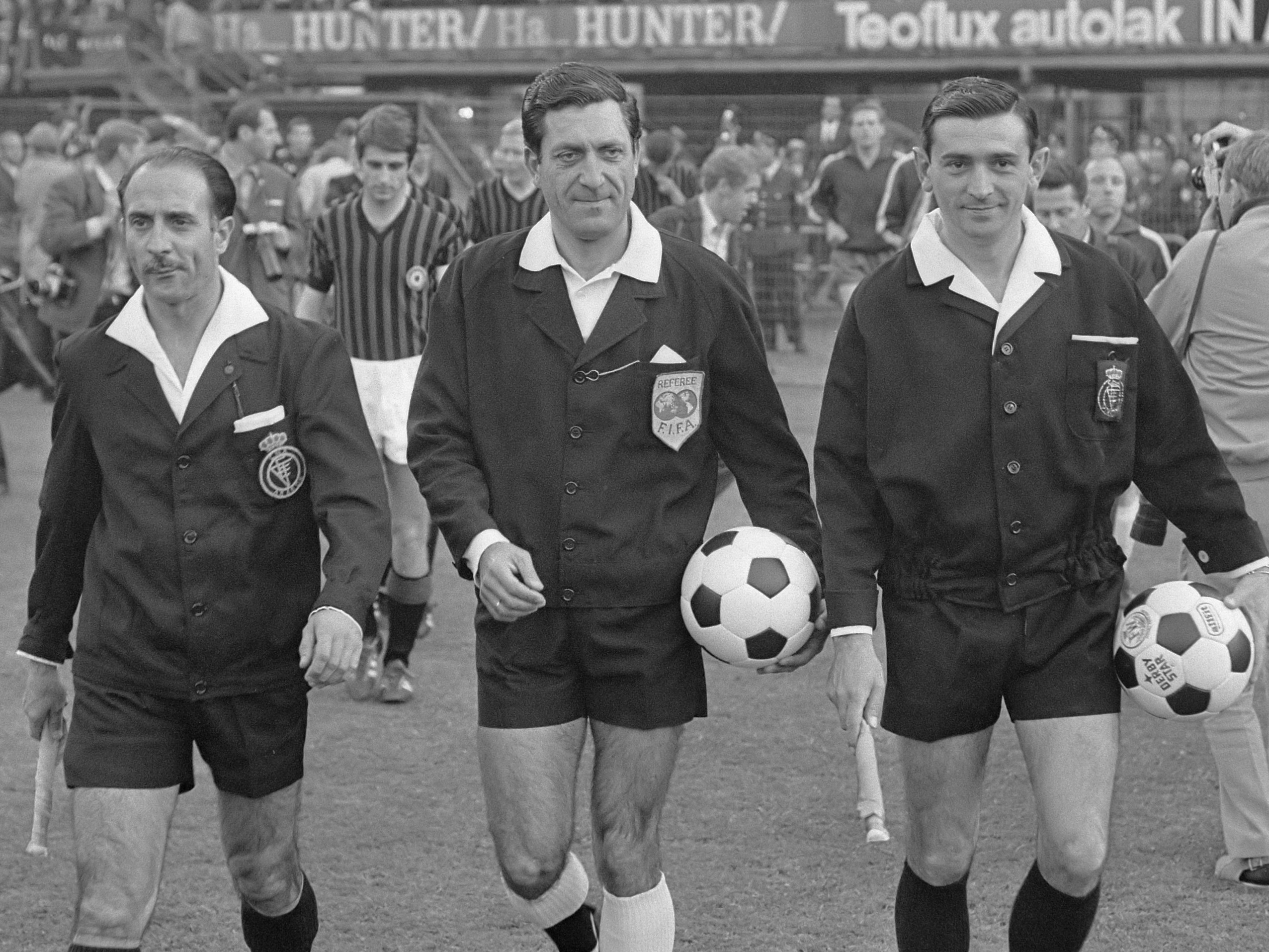
José María Ortiz de Mendíbil (m.) anlässlich der Europapokalendspiels 1968 zwischen der AC Mailand und dem Hamburger SV

José María Ortiz de Mendíbil (* 11. August 1926 in Portugalete; † 15. September 2015 in Algorta) war ein spanischer Fußballschiedsrichter.

## Sportlicher Werdegang
Der Baske Ortiz de Mendíbil leitete zwischen 1953 und 1973 knapp 20 Jahre lang Spiele in der Primera División, dabei stand er in 241 Erstligapartien auf dem Platz. Ab 1958 gehörte er zu den auf internationaler Ebene eingesetzten Unparteiischen, beispielsweise leitete er das Finale um das UEFA-Juniorenturnier 1961. Im Europapokal der Pokalsieger 1967/68 wurde ihm ein internationales Endspiel im Erwachsenenbereich übertragen, als die AC Mailand sich durch zwei Tore von Kurt Hamrin im De Kuip mit 2:0 gegen den Hamburger SV durchsetzte. Im selben Jahr gehörte Ortiz de Mendíbil zu den vier Schiedsrichtern bei der EM-Endrunde 1968. Nachdem er das Halbfinale zwischen Jugoslawien und dem amtierenden Weltmeister England (1:0) geleitet hatte, kam er beim aufgrund des 1:1-Remis im Europameisterschaftsfinale zwischen Italien und Jugoslawien notwendigen Wiederholungsspiel zu einem zweiten Einsatz. Das zweite EM-Finale entschied Italien durch Treffer von Luigi Riva und Pietro Anastasi noch in der ersten Halbzeit mit 2:0 für sich.
Nachdem Ortiz de Mendíbil zuvor bereits unter anderem Vorschlussrundenspiele gepfiffen hatte, wurde ihm im Europapokal der Landesmeister 1968/69 die Spielleitung des Finalspiels zwischen der AC Mailand und Ajax Amsterdam übertragen. Im Estadio Santiago Bernabéu setzte sich der italienische Klub mit einem 4:2-Erfolg durch. Bei der Weltmeisterschaft 1970 war er zweimal als Schiedsrichter im Einsatz, dabei leitete er unter anderem das Semifinalspiel zwischen dem späteren Titelträger Brasilien und dem zweifachen Weltmeister Uruguay. Zwei Jahre später war Ortiz de Mendíbil Schiedsrichter im Finale um den Europapokal der Pokalsieger 1971/72, die Glasgow Rangers setzten sich im Camp Nou nach zwischenzeitlicher 3:0-Führung gegen Dynamo Moskau mit einem 3:2-Sieg durch.
Zwei Mal leitete Ortiz de Mendíbil Endspiele um die Copa del Generalísimo: 1970 setzte sich Real Madrid gegen den FC Valencia durch, 1972 Atlético Madrid gegen erneut den FC Valencia.
Nach dem Ende seiner Schiedsrichterkarriere war Ortiz de Mendíbil zeitweise TV-Experte bei verschiedenen spanischen Fernsehsendern.